# Darlene Nipper
Pour l’article homonyme, voir Nipper.
Darlene Nipper est une militante américaine des droits des lesbiennes, gays, bisexuels et transgenres (LGBT) et directrice exécutive adjointe de la National LGBTQ Task Force depuis 2008. Elle a auparavant travaillé pour le gouvernement de la ville de Washington, DC, la Fondation BET, la National Mental Health Association et la National Alliance on Mental Illness (en) (NAMI), dont elle a été la directrice de l'exploitation. Elle est une « lesbienne active qui entretient une relation engagée [depuis 1996] ».

## Biographie
Darlene Nipper grandit à Washington, DC et est élevée dans la religion catholique. Elle est diplômée d'une université historiquement noire. Elle devient prêtresse interconfessionnelle, ordonnée en juin 2006 et pratique principalement la méditation de pleine conscience et le bouddhisme. Dans ce rôle, elle est directrice exécutive de la Insight Meditation Community de Washington, DC.
Elle obtient son baccalauréat ès arts en espagnol de l'Université Howard et une maîtrise ès sciences en administration (en) du Trinity College à Washington DC,.
Darlene Nipper commence à travailler en tant que défenseur de la santé, travaillant avec les personnes touchées par le VIH/sida, la toxicomanie, la maladie mentale et d'autres problèmes de santé. En tant que directrice principale et alors vice-présidente de l'éducation publique pour la National Mental Health Association, elle gère des programmes qui travaillent avec 340 associations de santé mentale aux États-Unis,. De 1994 à 2000, elle est directrice de la vie communautaire au Lt. Joseph P. Kennedy Institute, un programme de services résidentiels communautaires pour les adultes ayant un retard mental et une déficience intellectuelle.
En 2001, elle devient directrice nationale du Centre multiculturel et international de sensibilisation de la National Alliance on Mental Illness (en) (NAMI). Nipper fonde le centre pour augmenter l'adhésion des personnes racialement et ethniquement diverses dans NAMI et la compétence culturelle des programmes NAMI. Elle est ensuite nommée chef de l'exploitation, gérant l'ensemble des opérations du bureau national de la NAMI, Elle coordonne également des événements de dépistage et d'éducation de la dépression pour la Sexual Minority Youth Assistance League et dirige des groupes de soutien sur le sida et la toxicomanie pour l'Inner City AIDS Network à Washington, DC.
En 2004, elle est directrice exécutive de la Fondation BET, où elle supervise une campagne médiatique nationale visant à réduire l'obésité chez les femmes afro-américaines,. Juste avant l'entretien pour le poste au BET, elle reçoit un diagnostic de cancer du sein, elle hésite à passer l'entretien mais décide qu'elle devait vivre sa vie aussi pleinement que possible. Elle a également découvert qu'elle avait un gène (HER2) dont on a démontré qu'il jouait un rôle important dans le développement et la progression de certains types agressifs de cancer du sein,.
En 2005, elle est nommée directrice du bureau des affaires LGBT du maire de Washington, DC, à la suite du meurtre de son amie Wanda Alston (en) — elle est la première personne à occuper ce poste après qu'il ait rendu permanent en 2004,. Dans ce rôle, elle est conseillère principale du maire Anthony A. Williams sur les questions liées à la communauté LGBT, fournit une orientation politique et travaille avec des agences gouvernementales pour assurer une formation et une consultation appropriées liées aux principales directives législatives et réglementaires affectant la communauté locale LGBT,. Elle a également été animatrice pour le sommet annuel de la National Youth Advocacy Coalition.
Darlene Nipper travaille ensuite pour Koba Associates, Inc., gérant plusieurs campagnes pour améliorer la compréhension et la prévention du VIH/SIDA et de la toxicomanie. Elle est directrice de campagne pour l'African American HIV/AIDS Education Campaign, directrice du programme d'études pour le National Institute of Drug Abuse (en) AIDS Education and Research Project, et directrice de Spectrum Extended Services, AIDS Outreach for Minority Communities.
Darlene Nipper est directrice exécutive adjointe de la National LGBTQ Task Force depuis 2008. Elle est également consultée sur la différence historique dans la façon dont les mouvements sociaux traditionnellement opprimés opèrent dans les mêmes circonstances via leurs réseaux,.